# (8861) Jenskandler
(8861) Jenskandler ist ein Asteroid des Hauptgürtels, der am 3. Oktober 1991 von den deutschen Astronomen Freimut Börngen und Lutz D. Schmadel an der Thüringer Landessternwarte Tautenburg (IAU-Code 033) in der Nähe des Dorfes Tautenburg in Thüringen entdeckt wurde.
Der Asteroid wurde am 8. Dezember 1998 nach dem deutschen Amateurastronomen Jens Kandler (* 1973) benannt, der seit seinem 14. Lebensjahr in Drebach an der dortigen Sternwarte Himmelsbeobachtungen durchführte.